# Кондрашевы
Кондрашевы — одни из первых шёлковых фабрикантов в России, родом из деревни Фрязино, владельцы шёлкоткацких фабрик в Щёлково, Гребнево и Фрязино.

## История

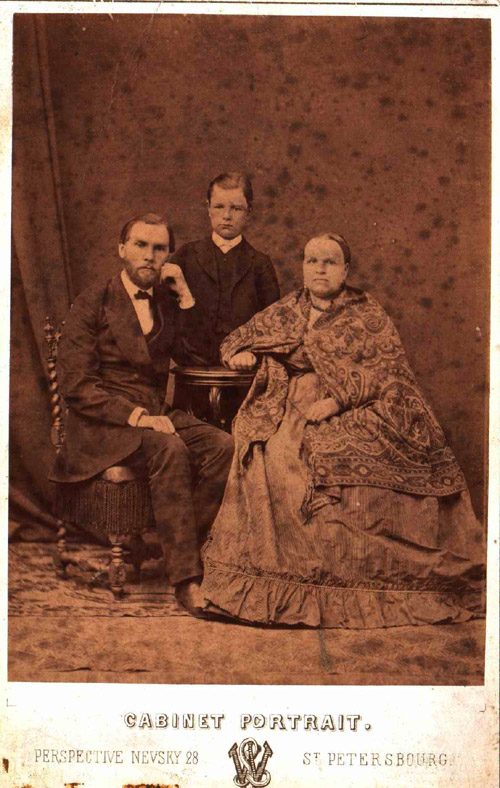
Никита Иванович Кондрашев (1835—1916) с женой Наталией Федоровной (ур. Васильевой) (1835—1909) и сыном Иваном (1858—1931)

Купцы Кондрашевы происходят из крестьян деревни Фрязино, основателем рода был крестьянин Лаврентий, родившийся приблизительно в 1621 году. Среди его потомков был Кондрат Степанов, родившийся около 1720 года. Сыновья Кондрата Степанова были основоположниками шёлкоткацкой крестьянской промышленности на западе Богородского уезда. Первые шёлковые фабрики появились по указу Петра I в России и хотя Кондрашевы не были среди владельцев первых пяти фабрик, но крестьянин Кондратий работал на них ткачом. Он был крепостным князей Трубецких. Крестьяне были на оброке, часть крестьян работала на шёлкоткацкой фабрике Лазаревых в Москве. В 1758 году, когда фабрика была переведена из Москвы, Кондратий Кондрашев вернулся во Фрязино. Известно про существование как минимум 3 детей у Кондратия: Фёдора, Кирилла и Егора. Считается, что в 1763 году они все вместе начали свое дело. В 1769 году 15 крестьян Гребневского имения князей Трубецких купили в Мануфактур-коллегии билеты на производство шелковой материи, стали первыми официально зарегистрированными подмосковными крестьянами-предпринимателями. Среди этих людей были и имена сыновей Кондрата Степанова. В 1769 году в России стали продавать билеты на промыслы и Фёдор стал среди первых купивших билет, номер билета был 13. Несколько следующих лет Кондрашевы скупали билеты на все большее количество станов, но у них не было своей фабрики, а производство велось в избах. Все производство было сосредоточено в Фрязино.
В 1771 году крепостной Фёдор Кондрашев получил привилегию на устройство собственного предприятия, которое бы выпускало шёлковые и тафтяные платки. В 1771 году он построил свою фабрику. К 1783 году Кондрашевы считались крупными фабрикантами. В 1784 году своя фабрика в Щелково появилась у его брата Кирилла.
Кондрашевы прославились созданием высокотехнологичного производства прекрасных узорчатых шелков на фабриках во Фрязино, Щелково, Москве, Гребнево. Ткани, производимые на фабриках Кондрашевых, часто носили имя «поставщиков Двора Е.И.В.».

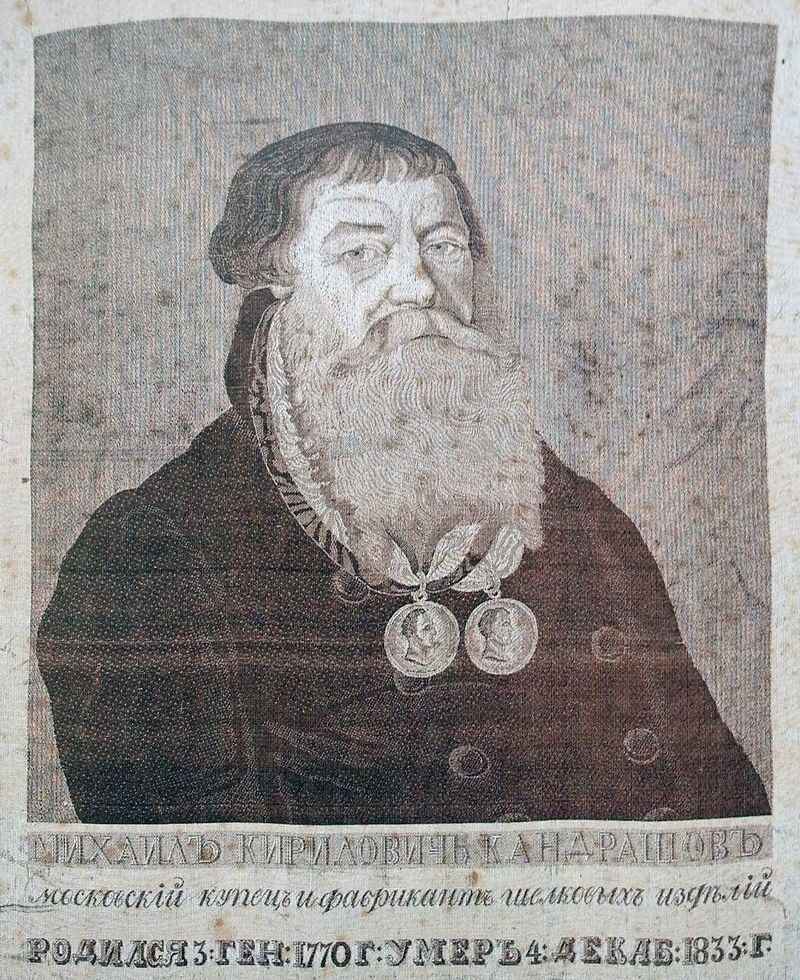
Михаил Кириллович Кондрашев

Кондрашевы были общественными деятелями, гласными Богородского земства, гласными Московской городской думы.
На фабрике Кирилла Кондрашева во Фрязино было 30 станов по состоянию на 1796 год. Его сын, Михаил Кириллович Кондрашев, был первым известным купцом.
Со временем фабрика стала производить левантин — шёлковую однотонную ткань. В 1819 году Михаил Кондрашёв смог выкупить себя из крепостных. Он вступил в Московскую купеческую гильдию. По состоянию на 1843 год фабрика была оборудована 431 ручным станом, 13 шелкокрутильными машинами, 300 жаккардовыми станами. Кондрашёв выпускал продукцию под собственным клеймом. Это клеймо можно увидеть на тканях, которые украшают стены Большого дворца в Петергофе. В 1863 году купцы Кондрашёвы приобрели усадьбу Гребнево, и в ней разместили новое отделение шёлкового производства. Спустя 2 года фабрика Кондрашевых была уничтожена из-за пожара. Сейчас на этой территории в Щёлково расположена Шёлкоткацкая фабрика.

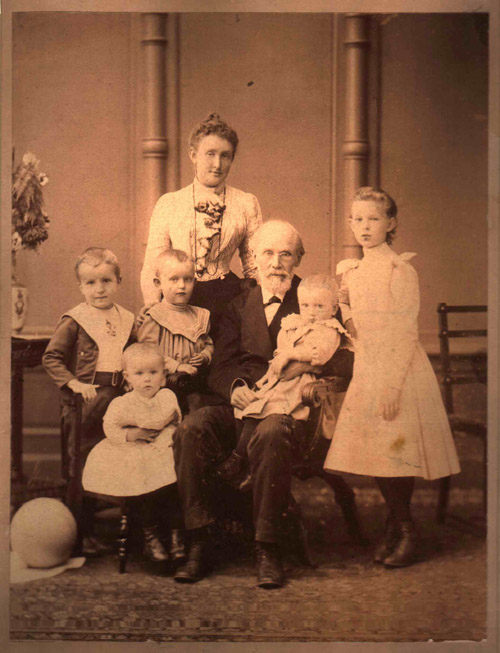
Никита Иванович Кондрашев с невесткой и внуками

В Щёлково была построена фабрика, которая включала кирпичный корпус. Продукция фабрики была на всех выставках, которые проводились в России. По состоянию на 1845 год на фабрике работало 1579 человек. Был 731 стан и 13 машин. Также при фабрике была школа, в которой училось свыше 20 человек. В это время фабрикой владел Иван Михайлович Кондрашев. Он стал мануфактур-советником, награжден золотой медалью «За полезное», получил право называться «Поставщиком Двора Его Величества». Он был членом Нижегородского ярмарочного Биржевого Комитета. В 1842 году был старшиной Нижегородского ярмарочного Биржевого Комитета. У Ивана Михайловича не было сыновей, только дочери. Его младшая дочь Федосья Ивановна Рязанова вначале вела дела фабрики, но затем решила продать ее Поляковым. Фабрика сменила название, но существует до сих пор. Сейчас это «Щелковская фабрика технических тканей».
Фрязинская фабрика поменяла владельцев в 1898 году.
Один из Кондрашевых, живших во Фрязино, Никита Иванович, владел несколькими фабриками в Лефортово. Одна из фабрик была продана в 1900-х годах, вторая оставалась в собственности семьи до 1917 года. Старший из братьев, Сергей Никитич, продолжал заниматься производством шелка. Средний брат принял участие в строительстве первой московской канализации и строительстве Исторического музей. Младший брат окончил Императорское Московское техническое училище. Избирался гласным Думы, был членом Городской управы.